# Fruncé
Fruncé és un municipi francès, situat al departament de l'Eure i Loir i a la regió de Centre – Vall del Loira. L'any 2007 tenia 324 habitants.

## Demografia

### Població
El 2007 la població de fet de Fruncé era de 324 persones. Hi havia 122 famílies, de les quals 32 eren unipersonals (11 homes vivint sols i 21 dones vivint soles), 29 parelles sense fills, 50 parelles amb fills i 11 famílies monoparentals amb fills.
La població ha evolucionat segons el següent gràfic:
Habitants censats

### Habitatges
El 2007 hi havia 150 habitatges, 129 eren l'habitatge principal de la família, 10 eren segones residències i 11 estaven desocupats. 147 eren cases i 2 eren apartaments. Dels 129 habitatges principals, 111 estaven ocupats pels seus propietaris, 15 estaven llogats i ocupats pels llogaters i 3 estaven cedits a títol gratuït; 2 tenien una cambra, 5 en tenien dues, 24 en tenien tres, 30 en tenien quatre i 68 en tenien cinc o més. 98 habitatges disposaven pel capbaix d'una plaça de pàrquing. A 49 habitatges hi havia un automòbil i a 70 n'hi havia dos o més.

### Piràmide de població
La piràmide de població per edats i sexe el 2009 era:
| Homes | Edats   | Dones |
| ----- | ------- | ----- |
| 0     | 95 o +  | 0     |
| 0     | 90 a 94 | 0     |
| 4     | 85 a 89 | 0     |
| 0     | 80 a 84 | 0     |
| 8     | 75 a 79 | 16    |
| 12    | 70 a 74 | 8     |
| 0     | 65 a 69 | 4     |
| 8     | 60 a 64 | 0     |
| 8     | 55 a 59 | 8     |
| 12    | 50 a 54 | 8     |
| 12    | 45 a 49 | 12    |
| 16    | 40 a 44 | 8     |
| 8     | 35 a 39 | 12    |
| 20    | 30 a 34 | 4     |
| 8     | 25 a 29 | 24    |
| 12    | 20 a 24 | 4     |
| 12    | 15 a 19 | 12    |
| 4     | 10 a 14 | 16    |
| 12    | 5 a 9   | 0     |
| 0     | 0 a 4   | 12    |

## Economia
El 2007 la població en edat de treballar era de 201 persones, 160 eren actives i 41 eren inactives. De les 160 persones actives 153 estaven ocupades (85 homes i 68 dones) i 7 estaven aturades (3 homes i 4 dones). De les 41 persones inactives 19 estaven jubilades, 7 estaven estudiant i 15 estaven classificades com a «altres inactius».

### Ingressos
El 2009 a Fruncé hi havia 140 unitats fiscals que integraven 379 persones, la mediana anual d'ingressos fiscals per persona era de 19.152 €.

### Activitats econòmiques
Dels 11 establiments que hi havia el 2007, 1 era d'una empresa de fabricació d'altres productes industrials, 3 d'empreses de construcció, 2 d'empreses de comerç i reparació d'automòbils, 2 d'empreses de transport, 1 d'una empresa immobiliària i 2 d'empreses de serveis.
Dels 4 establiments de servei als particulars que hi havia el 2009, 1 era un taller de reparació d'automòbils i de material agrícola, 1 guixaire pintor, 1 fusteria i 1 electricista.
L'any 2000 a Fruncé hi havia 18 explotacions agrícoles que ocupaven un total de 1.365 hectàrees.

## Poblacions més properes
El següent diagrama mostra les poblacions més properes.